# Canottaggio ai Giochi della XXIX Olimpiade - Singolo maschile

## Batterie
Hanno partecipato alle batterie di qualificazione 33 atleti, suddivisi in 6 batterie: i primi quattro di ogni batteria si sono qualificati per i quarti di finale, gli altri sono passati alle semifinali E/F.
- Sabato 9 agosto 2008

| Posizione | Atleta                 | Paese     | Tempo   | Note  |
| --------- | ---------------------- | --------- | ------- | ----- |
| 1         | Tim Maeyens            | Belgio    | 7:16.60 | Q     |
| 2         | Andre Vonarburg        | Svizzera  | 7:26.21 | Q     |
| 3         | Ioannis Christou       | Grecia    | 7:29.86 | Q     |
| 4         | Santiago Fernandez     | Argentina | 7:38.87 | Q     |
| 5         | Mohsen Shadi           | Iran      | 7:48.24 | S E/F |
| 6         | Matthew Lidaywa Mwange | Kenya     | 8:16.09 | S E/F |

| Posizione | Atleta                     | Paese         | Tempo   | Note  |
| --------- | -------------------------- | ------------- | ------- | ----- |
| 1         | Mahé Drysdale              | Nuova Zelanda | 7:28.80 | Q     |
| 2         | Anderson Nocetti           | Brasile       | 7:35.52 | Q     |
| 3         | Oscar Vasquez              | Cile          | 7:39.58 | Q     |
| 4         | Andrei Jämsa               | Estonia       | 7:48.24 | Q     |
| 5         | Dhison Alexander Hernandez | Venezuela     | 7:54.52 | S E/F |
| -         | Zhang Liang                | Cina          | NP      |       |

| Posizione | Atleta                   | Paese     | Tempo   | Note  |
| --------- | ------------------------ | --------- | ------- | ----- |
| 1         | Lassi Karonen            | Svezia    | 7:14.64 | Q     |
| 2         | Marcel Hacker            | Germania  | 7:26.71 | Q     |
| 3         | Law Hiu Fung             | Hong Kong | 7:45.96 | Q     |
| 4         | Leandro Salvagno         | Uruguay   | 7:52.53 | Q     |
| 5         | Paul Etia Ndoumbe        | Camerun   | 7:59.26 | S E/F |
| 6         | Norberto Bernárdez Ávila | Honduras  | 9:01.27 | S E/F |

| Posizione | Atleta              | Paese     | Tempo   | Note  |
| --------- | ------------------- | --------- | ------- | ----- |
| 1         | Ondřej Synek        | Rep. Ceca | 7:23.94 | Q     |
| 2         | Mindaugas Griškonis | Lituania  | 7:28.05 | Q     |
| 3         | Bajrang Lal Takhar  | India     | 7:39.91 | Q     |
| 4         | Mathias Raymond     | Monaco    | 7:51.69 | Q     |
| 5         | Chaouki Dries       | Algeria   | 7:57.65 | S E/F |

| Posizione | Atleta            | Paese       | Tempo   | Note  |
| --------- | ----------------- | ----------- | ------- | ----- |
| 1         | Alan Campbell     | Regno Unito | 7:14.98 | Q     |
| 2         | Peter Hardcastle  | Australia   | 7:17.74 | Q     |
| 3         | Patrick Loliger   | Messico     | 7:22.55 | Q     |
| 4         | Ken Jurkowski     | Stati Uniti | 7:25.13 | Q     |
| 5         | Ruslan Naurzaliev | Uzbekistan  | 7:58.43 | S E/F |

| Posizione | Atleta           | Paese         | Tempo   | Note  |
| --------- | ---------------- | ------------- | ------- | ----- |
| 1         | Olaf Tufte       | Norvegia      | 7:20.20 | Q     |
| 2         | Sjoerd Hamburger | Paesi Bassi   | 7:27.05 | Q     |
| 3         | Aly Ibrahim      | Egitto        | 7:43.70 | Q     |
| 4         | Wang Ming-Hui    | Taipei cinese | 7:46.83 | Q     |
| 5         | Rodrigo Ideus    | Colombia      | 7:56.85 | S E/F |

## Quarti
I primi tre atleti di ogni quarto di finale si sono qualificati per le semifinali A/B, gli altri invece sono passati alle semifinali C/D.
- Lunedì 11 agosto 2008

| Posizione | Atleta          | Paese       | Tempo   | Note  |
| --------- | --------------- | ----------- | ------- | ----- |
| 1         | Marcel Hacker   | Germania    | 6:48.85 | S A/B |
| 2         | Alan Campbell   | Regno Unito | 6:52.74 | S A/B |
| 3         | Andre Vonarburg | Svizzera    | 7:02.29 | S A/B |
| 4         | Oscar Vasquez   | Cile        | 7:06.61 | S C/D |
| 5         | Mathias Raymond | Monaco      | 7:11.66 | S C/D |
| 6         | Aly Ibrahim     | Egitto      | 7:24.77 | S C/D |

| Posizione | Atleta              | Paese    | Tempo   | Note  |
| --------- | ------------------- | -------- | ------- | ----- |
| 1         | Olaf Tufte          | Norvegia | 6:53.59 | S A/B |
| 2         | Mindaugas Griškonis | Lituania | 6:54.47 | S A/B |
| 3         | Ioannis Christou    | Grecia   | 6:58.28 | S A/B |
| 4         | Patrick Loliger     | Messico  | 7:04.30 | S C/D |
| 5         | Anderson Nocetti    | Brasile  | 7:23.68 | S C/D |
| 6         | Leandro Salvagno    | Uruguay  | 7:26.85 | S C/D |

| Posizione | Atleta           | Paese         | Tempo   | Note  |
| --------- | ---------------- | ------------- | ------- | ----- |
| 1         | Ondřej Synek     | Rep. Ceca     | 6:50.23 | S A/B |
| 2         | Tim Maeyens      | Belgio        | 6:52.70 | S A/B |
| 3         | Peter Hardcastle | Australia     | 7:00.09 | S A/B |
| 4         | Andrei Jämsa     | Estonia       | 7:05.48 | S C/D |
| 5         | Wang Ming-Hui    | Taipei cinese | 7:17.08 | S C/D |
| 6         | Law Hiu Fung     | Hong Kong     | 7:29.21 | S C/D |

| Posizione | Atleta             | Paese         | Tempo   | Note  |
| --------- | ------------------ | ------------- | ------- | ----- |
| 1         | Mahé Drysdale      | Nuova Zelanda | 6:50.23 | S A/B |
| 2         | Lassi Karonen      | Svezia        | 6:52.70 | S A/B |
| 3         | Ken Jurkowski      | Stati Uniti   | 7:00.09 | S A/B |
| 4         | Sjoerd Hamburger   | Paesi Bassi   | 7:05.48 | S C/D |
| 5         | Bajrang Lal Takhar | India         | 7:17.08 | S C/D |
| 6         | Santiago Fernandez | Argentina     | 7:29.21 | S C/D |

## Semifinali

### Semifinali E/F
I primi 3 di ogni semifinale si sono qualificati per la finale E, gli altri per la finale F.
- Lunedì 11 agosto 2008

| Posizione | Atleta                   | Paese      | Tempo   | Note |
| --------- | ------------------------ | ---------- | ------- | ---- |
| 1         | Mohsen Shadi             | Iran       | 7:20.34 | FE   |
| 2         | Rodrigo Ideus            | Colombia   | 7:29.71 | FE   |
| 3         | Ruslan Naurzaliev        | Uzbekistan | 7:35.12 | FE   |
| 4         | Norberto Bernárdez Ávila | Honduras   | 8:29.65 | FF   |

| Posizione | Atleta                     | Paese     | Tempo   | Note |
| --------- | -------------------------- | --------- | ------- | ---- |
| 1         | Dhison Alexander Hernandez | Venezuela | 7:18.85 | FE   |
| 2         | Paul Etia Ndoumbe          | Camerun   | 7:29.68 | FE   |
| 3         | Chaouki Dries              | Algeria   | 7:34.84 | FE   |
| 4         | Matthew Lidaywa Mwange     | Kenya     | 7:49.17 | FF   |

### Semifinali C/D
I primi 3 di ogni semifinale si sono qualificati per la finale C, gli altri per la finale D.
- Mercoledì 13 agosto 2008

| Posizione | Atleta             | Paese         | Tempo   | Note |
| --------- | ------------------ | ------------- | ------- | ---- |
| 1         | Patrick Loliger    | Messico       | 7:15.53 | FC   |
| 2         | Oscar Vasquez      | Cile          | 7:17.17 | FC   |
| 3         | Aly Ibrahim        | Egitto        | 7:20.73 | FC   |
| 4         | Bajrang Lal Takhar | India         | 7:23.00 | FD   |
| 5         | Wang Ming-Hui      | Taipei cinese | 7:23.75 | FD   |
| 6         | Law Hiu Fung       | Hong Kong     | 7:32.61 | FD   |

| Posizione | Atleta             | Paese       | Tempo   | Note |
| --------- | ------------------ | ----------- | ------- | ---- |
| 1         | Sjoerd Hamburger   | Paesi Bassi | 7:10.06 | FC   |
| 2         | Andrei Jämsa       | Estonia     | 7:16.38 | FC   |
| 3         | Anderson Nocetti   | Brasile     | 7:18.78 | FC   |
| 4         | Leandro Salvagno   | Uruguay     | 7:32.83 | FD   |
| 5         | Mathias Raymond    | Monaco      | 7:33.06 | FD   |
| -         | Santiago Fernandez | Argentina   | NP      |      |

### Semifinali A/B
I primi 3 di ogni semifinale si sono qualificati per la finale A, gli altri per la finale B.
- Mercoledì 13 agosto 2008

| Posizione | Atleta           | Paese     | Tempo   | Nota |
| --------- | ---------------- | --------- | ------- | ---- |
| 1         | Lassi Karonen    | Svezia    | 6:57.28 | FA   |
| 2         | Olaf Tufte       | Norvegia  | 6:58.23 | FA   |
| 3         | Tim Maeyens      | Belgio    | 6:59.65 | FA   |
| 4         | Marcel Hacker    | Germania  | 7:03.05 | FB   |
| 5         | Andre Vonarburg  | Svizzera  | 7:14.64 | FB   |
| 6         | Peter Hardcastle | Australia | 7:32.79 | FB   |

| Posizione | Atleta              | Paese         | Tempo   | Nota |
| --------- | ------------------- | ------------- | ------- | ---- |
| 1         | Ondřej Synek        | Rep. Ceca     | 7:03.57 | FA   |
| 2         | Alan Campbell       | Regno Unito   | 7:05.24 | FA   |
| 3         | Mahé Drysdale       | Nuova Zelanda | 7:05.57 | FA   |
| 4         | Ioannis Christou    | Grecia        | 7:06.02 | FB   |
| 5         | Ken Jurkowski       | Stati Uniti   | 7:11.52 | FB   |
| 6         | Mindaugas Griškonis | Lituania      | 7:20.32 | FB   |

## Finali

### Finale F
- Mercoledì 13 agosto 2008

| Posizione | Atleta                   | Paese    | Tempo   |
| --------- | ------------------------ | -------- | ------- |
| 1         | Matthew Lidaywa Mwange   | Kenya    | 7:52.59 |
| 2         | Norberto Bernárdez Ávila | Honduras | 8:32.22 |

### Finale E
- Venerdì 15 agosto 2008

| Posizione | Atleta                     | Paese      | Tempo   |
| --------- | -------------------------- | ---------- | ------- |
| 1         | Dhison Alexander Hernandez | Venezuela  | 7:05.12 |
| 2         | Mohsen Shadi               | Iran       | 7:06.54 |
| 3         | Ruslan Naurzaliyev         | Uzbekistan | 7:09.98 |
| 4         | Rodrgio Ideus              | Colombia   | 7:18.61 |
| 5         | Paul Etia Ndoumbe          | Camerun    | 7:21.34 |
| 6         | Chaouki Dries              | Algeria    | 7:32.82 |

### Finale D
- Venerdì 15 agosto 2008

| Posizione | Atleta             | Paese         | Tempo   |
| --------- | ------------------ | ------------- | ------- |
| 1         | Leandro Salvagno   | Uruguay       | 7:04.13 |
| 2         | Law Hiu Fung       | Hong Kong     | 7:06.17 |
| 3         | Bajrang Lal Takhar | India         | 7:09.73 |
| 4         | Mathias Raymond    | Monaco        | 7:14.27 |
| 5         | Wang Ming-Hui      | Taipei cinese | 7:16.28 |

### Finale C
- Venerdì 15 agosto 2008

| Posizione | Atleta           | Paese       | Tempo   |
| --------- | ---------------- | ----------- | ------- |
| 1         | Sjoerd Hamburger | Paesi Bassi | 6:58.71 |
| 2         | Anderson Nocetti | Brasile     | 7:01.54 |
| 3         | Patrick Loliger  | Messico     | 7:03.97 |
| 4         | Oscar Vasquez    | Cile        | 7:07.02 |
| 5         | Andrei Jämsa     | Estonia     | 7:19.60 |
| 6         | Aly Ibrahim      | Egitto      | 7:26.06 |

### Finale B
- Sabato 16 agosto 2008

| Posizione | Atleta              | Paese       | Tempo   |
| --------- | ------------------- | ----------- | ------- |
| 1         | Marcel Hacker       | Germania    | 7:07.82 |
| 2         | Mindaugas Griškonis | Lituania    | 7:09.23 |
| 3         | Andre Vonarburg     | Svizzera    | 7:13.07 |
| 4         | Ioannis Christou    | Grecia      | 7:17.74 |
| 5         | Ken Jurkowski       | Stati Uniti | 7:22.75 |
| 6         | Peter Hardcastle    | Australia   | 7:27.34 |

### Finale A
- Venerdì 15 agosto 2008

| Posizione | Atleta        | Paese         | Tempo   |
| --------- | ------------- | ------------- | ------- |
|           | Olaf Tufte    | Norvegia      | 6:59.83 |
|           | Ondřej Synek  | Rep. Ceca     | 7:00.63 |
|           | Mahé Drysdale | Nuova Zelanda | 7:01.56 |
| 4         | Tim Maeyens   | Belgio        | 7:03.40 |
| 5         | Alan Campbell | Regno Unito   | 7:04.47 |
| 6         | Lassi Karonen | Svezia        | 7:07.64 |